# Îlot Zeus
Die Îlot Zeus (französisch) ist eine felsige Insel im Géologie-Archipel vor der Küste des ostantarktischen Adélielands. Sie liegt nordöstlich der Pétrel-Insel am nördlichen Ende des Chenal Buffon.
Französische Wissenschaftler benannten sie 1977 in Anlehnung an die Benennung der Îlot Castor und der Îlot Pollux. Namensgeber ist Zeus, der Göttervater aus der griechischen Mythologie.